# Academia Nacional de Engenharia
A Academia Nacional de Engenharia (ANE) é uma academia de ciências que divulga e fomenta a produção científica no Brasil desde 25 de abril de 1991 tendo sido fundada por sugestão de Antônio José da Costa Nunes e sediada no Rio de Janeiro.

## História
Não havia no Brasil uma entidade civil de nível nacional com o objetivo de promover em um âmbito mais abrangente a área da Engenharia Nacional. No final da década de 1980, o órgão que existia era o Conselho Diretor do Clube de Engenharia onde, em uma reunião em 1988, o engenheiro e professor Antônio José da Costa Nunes sugeriu a criação de uma entidade civil de nível nacional.
Foi criada uma comissão para trabalhar com a ideia central de uma academia de forma a valorizar a engenharia nacional e coordenar ações em todo o território. Cinco engenheiros foram enviados a vários países para conhecer o trabalho de academias existentes, ao longo de três anos. O material angariado pelo trabalho dos engenheiros serviu de base para a criação da nova academia, fundada em 25 de abril de 1991, momento em que foi realizada assembleia de fundação e a eleição de sua primeira diretoria.

## Ações
Por ser uma entidade de caráter nacional, a ANE trabalha com conferências, seminários, congressos e encontros, emitindo pareceres e posicionamentos técnicos referentes à engenharia brasileira. Tem convênios firmados com a Universidade Federal do Rio de Janeiro, a Fundação Getúlio Vargas, o Instituto Nacional de Pesquisas Espaciais, o Financiadora de Estudos e Projetos, o Consórcio do Corredor Atlântico do Mercosul e um assento no Conselho de Desenvolvimento Tecnológico Empresarial da FIRJAN.
Algumas de suas parcerias internacionais envolvem o convênio com o Institution of Civil Engineer, o CAETS (Council of Academies of Engineering and Technological Sciences), com a Academia Chinesa de Engenharia e com a Real Academia Sueca de Engenharia. A ANE também participou do Encontro de Academias Nacionais em Tucuman, na Argentina, em 2019 e junto com a Academia Nacional de Engenharia dos Estados Unidos (NAE) e da Academia Brasileira de Ciências (ABE) realizou o I Workshop GCSP da América Latina, em Minas Gerais.
A função da ANE é, principalmente, o de aconselhar a sociedade, o governo e a indústria, visando a promoção de debates, ideias, política e soluções para complexos dilemas de engenharia, ciência e tecnologia, como o desenvolvimento industrial e tecnológico do país, desenvolvimento de sua infraestrutura, uso racional de seus recursos naturais e preservação de seus ecossistemas, desenvolvimento e o ensino da engenharia no país, entre outros.
Seu presidente atual é o engenheiro Francis Bogossian.

## Patronos
A Academia conta com 200 cadeiras, abaixo a tabela dos patronos:
| Nº  | Patrono                                    |
| --- | ------------------------------------------ |
| 1   | Aarão Reis                                 |
| 2   | Aderson Moreira da Rocha                   |
| 3   | Afonso Henrique de Brito                   |
| 4   | Alberto dos Santos Franco                  |
| 5   | Alberto Luiz Galvão Coimbra                |
| 6   | Santos Dumont                              |
| 7   | Alcir José Monticelli                      |
| 8   | Alfredo Lisboa                             |
| 9   | Alix Corrêa Lemos                          |
| 10  | Allyrio Hugueney de Mattos                 |
| 11  | Álvaro Alberto                             |
| 12  | Américo Renné Giannetti                    |
| 13  | André Dias de Arruda Falcão Filho          |
| 14  | André Rebouças                             |
| 15  | Antônio Alves de Noronha                   |
| 16  | Antônio Augusto Fernandes Pinheiro         |
| 17  | Aureliano Chaves                           |
| 18  | Antônio de Paula Freitas                   |
| 19  | Antônio Dias Leite Júnior                  |
| 20  | Antônio Ermírio de Moraes                  |
| 21  | Antônio Francisco de Paula Sousa           |
| 22  | Antônio José da Costa Nunes                |
| 23  | Antônio Maria de Oliveira Bulhões          |
| 24  | Antônio Pereira Rebouças Filho             |
| 25  | Antônio Pires da Silva Pontes Leme         |
| 26  | Archibald Joseph Macintyre                 |
| 27  | Arnaldo Rodrigues Barbalho                 |
| 28  | Ary Frederico Torres                       |
| 29  | Ary Marques Jones                          |
| 30  | Asa White Kenney Billings                  |
| 31  | Grandjean de Montigny                      |
| 32  | Augusto Barbosa da Silva                   |
| 33  | Bernardo Sayão Carvalho Araújo             |
| 34  | Cândido Rondon                             |
| 35  | Carlos Alberto Del Castillo                |
| 36  | Carlos Antônio Napion                      |
| 37  | Carlos Braconnot                           |
| 38  | Carlos César de Oliveira Sampaio           |
| 39  | Carlos Euler                               |
| 40  | Carlos Manuel de Medeiros Portela          |
| 41  | Carlos William Stevenson                   |
| 42  | Carmen Portinho                            |
| 43  | Casimiro Montenegro Filho                  |
| 44  | Caspar Erich Stemmer                       |
| 45  | César de Sá Rabello                        |
| 46  | Charles Frederick Hartt                    |
| 47  | Cristiano Benedito Ottoni                  |
| 48  | Cirus Macedo Hakemberg                     |
| 49  | Clara Perelberg Steinberg                  |
| 50  | Claude-Henri Gorceix                       |
| 51  | Conrado Jacó de Niemeyer                   |
| 52  | Jacques Funck                              |
| 53  | Dirceu Velloso                             |
| 54  | Domenico Capacci                           |
| 55  | Domingos Fleury da Rocha                   |
| 56  | Dulcídio de Almeida Pereira                |
| 57  | Edgard de Sousa                            |
| 58  | Edmundo de Macedo Soares e Silva           |
| 59  | Régis Bittencourt                          |
| 60  | Edson Passos                               |
| 61  | Eduardo Guinle                             |
| 62  | Edwiges Maria Becker                       |
| 63  | Emílio Henrique Baumgart                   |
| 64  | Emilio Schnoor                             |
| 65  | Epaminondas Mello do Amaral Filho          |
| 66  | Ernani da Motta Rezende                    |
| 67  | Euclides da Cunha                          |
| 68  | Fellipe dos Santos Reis                    |
| 69  | Fernando Lobo Carneiro                     |
| 70  | Flavio Lyra                                |
| 71  | Francisco de Assis Basílio                 |
| 72  | Francisco Magalhães Gomes                  |
| 73  | Francisco Frias de Mesquita                |
| 74  | Francisco de Paula Bicalho                 |
| 75  | Ramos de Azevedo                           |
| 76  | Francisco José de Lacerda e Almeida        |
| 77  | Francisco de Monlevade                     |
| 78  | Pereira Passos                             |
| 79  | Prestes Maia                               |
| 80  | Francisco Romeu Landi                      |
| 81  | Francisco Sá                               |
| 82  | Saturnino de Brito                         |
| 83  | Fritz Feigl                                |
| 84  | Gabriel Osório de Almeida                  |
| 85  | Gaspar Ricardo Júnior                      |
| 86  | Giulio Massarani                           |
| 87  | Guilherme Benjamin Weinschenck             |
| 88  | Guilherme Schüch                           |
| 89  | Hélio de Almeida                           |
| 90  | Henrique Charles Morize                    |
| 91  | Henrique de Novais                         |
| 92  | Henrique Lage                              |
| 93  | Ernesto Lopes da Fonseca Costa             |
| 94  | Henrique Pedro Carlos de Beaurepaire-Rohan |
| 95  | Herculano Velloso Ferreira Penna           |
| 96  | Hervásio de Carvalho                       |
| 97  | Hilmar Medeiros Silva                      |
| 98  | Honório Bicalho                            |
| 99  | Irineu Evangelista de Sousa                |
| 100 | Ivo Wolf                                   |
| 101 | Jacob Steinberg                            |
| 102 | Jacques de Medina                          |
| 103 | Jayme Mason                                |
| 104 | João Cândido Brazil                        |
| 105 | João Chrockatt de Sá Pereira de Castro     |
| 106 | João Cordeiro da Graça Filho               |
| 107 | João da Costa Ferreira                     |
| 108 | João Fortes                                |
| 109 | João Martins da Silva Coutinho             |
| 110 | Pandiá Calógeras                           |
| 111 | João Vieira de Carvalho                    |
| 112 | Joaquim Cândido da Costa Sena              |
| 113 | Joaquim Cardozo                            |
| 114 | Joaquim Arsênio Benedicto Ottoni           |
| 115 | Joaquim Correia Xavier de Andrade Filho    |
| 116 | Joaquim de Assis Ribeiro                   |
| 117 | Joaquim Gomes de Souza                     |
| 118 | Joaquim Timóteo de Oliveira Penteado       |
| 119 | John Reginald Cotrim                       |
| 120 | Jorge Oscar de Mello Flores                |
| 121 | José Bonifácio de Andrada e Silva          |
| 122 | José Carlos de Figueiredo Ferraz           |
| 123 | José Carlos Gomes Freire de Andrade        |
| 124 | José Custódio de Sá e Faria                |
| 125 | José Fernandes Pinto Alpoim                |
| 126 | José Luiz Baptista                         |
| 127 | José Maria da Silva Paranhos               |
| 128 | José Martins da Silva Coutinho             |
| 129 | Sampaio Correia                            |
| 130 | José Pereira Rebouças                      |
| 131 | Juarez Távora Veado                        |
| 132 | Júlio Regis Bittencourt                    |
| 133 | Júlio Frederico Koeler                     |
| 134 | Karl von Terzaghi                          |
| 135 | Karlos Rischbieter                         |
| 136 | Kurt Politzer                              |
| 137 | Lauro Müller                               |
| 138 | Lélio Gama                                 |
| 139 | Léo do Amaral Penna                        |
| 140 | Leopoldo Américo Miguez de Mello           |
| 141 | Lucas Lopes                                |
| 142 | Lucas Nogueira Garcez                      |
| 143 | Luciano Brandão Alves de Souza             |
| 144 | Luiz Carlos Pereira Tourinho               |
| 145 | Luiz Catanhede de Carvalho Almeida         |
| 146 | Luiz Collier                               |
| 147 | Luiz de Queiroz Orsini                     |
| 148 | Luís Dias                                  |
| 149 | Luiz Felipe Gonzaga de Campos              |
| 150 | Vieira Souto                               |
| 151 | Manuel Amoroso Costa                       |
| 152 | Manuel Carneiro de Sousa Bandeira          |
| 153 | Manuel Ferreira Bittencourt Aguiar e Sá    |
| 154 | Manoel Pinto Torres Neves                  |
| 155 | Manuel Rocha                               |
| 156 | Marcelino Ramos da Silva                   |
| 157 | Mariano Procópio                           |
| 158 | Mário Benjamin Batista                     |
| 159 | Mário Covas                                |
| 160 | Mário Henrique Simonsen                    |
| 161 | Mário Ludolph                              |
| 162 | Mário Penna Bhering                        |
| 163 | Mário Savelli                              |
| 164 | Maurício Joppert da Silva                  |
| 165 | Maurício de Medeiros Alvarenga             |
| 166 | Miguel Arrojado Ribeiro Lisboa             |
| 167 | Miguel Calmon du Pin e Almeida             |
| 168 | Milton Vargas                              |
| 169 | Napoleão João Baptista Level               |
| 170 | Nilo Andrade Amaral                        |
| 171 | Norberto Odebrecht                         |
| 172 | Otávio Marcondes Ferraz                    |
| 173 | Odair Grillo                               |
| 174 | Odir Pontes Vieira                         |
| 175 | Ormeo Junqueira Botelho                    |
| 176 | Orville Derby                              |
| 177 | Otto de Alencar                            |
| 178 | Otto Vicente Perrone                       |
| 179 | Paulo de Frontin                           |
| 180 | Paulo Ferreira de Souza                    |
| 181 | Paulo Mendes da Rocha                      |
| 182 | Pedro Cordeiro de Mello                    |
| 183 | Pedro de Alcântara Bellegarde              |
| 184 | Philúvio de Cerqueira Rodrigues            |
| 185 | Placidino Machado Fagundes                 |
| 186 | Plínio Alves Monteiro Tourinho             |
| 187 | Raymundo José D´Araújo Costa               |
| 188 | Ricardo Franco de Almeida Serra            |
| 189 | Roberto Simonsen                           |
| 190 | Ruffino de Almeida Pizzarro                |
| 191 | Sebastião Sodré da Gama                    |
| 192 | Sinildo Neidert                            |
| 193 | Sydney Martins Gomes dos Santos            |
| 194 | Telêmaco van Langendonck                   |
| 195 | Tércio Pacitti                             |
| 196 | Teodoro Augusto Ramos                      |
| 197 | Theophilo Benedicto Ottoni Neto            |
| 198 | Trajano Augusto de Carvalho                |
| 199 | Tullio Romano Cordeiro de Mello            |
| 200 | Victor Froilano Bachmann de Mello          |